# Margaret Dauler Wilson
Margaret Dauler Wilson, född 29 januari 1939 i Pittsburgh i Pennsylvania, död 27 augusti 1998 i Princeton i New Jersey, var en amerikansk filosof. Hon var professor vid Princeton University från 1975 till 1998.

## Biografi
Margaret Dauler Wilson föddes i Pittsburgh år 1939. Hon avlade doktorsexamen år 1975 vid Harvard University. Hon blev 1970 biträdande professor vid Princeton University och ordinarie professor där fem år senare. Wilson ägnade sig åt bland annat religionsfilosofi och perceptionsteori och i synnerhet Leibniz, Descartes, Lockes och Leibniz epistemologiska ansatser.
Bland Wilsons studenter märks Christia Mercer, Janet Broughton och Rae Langton.